# ویلارد رابرتسن
ویلارد رابرتسن (انگلیسی: Willard Robertson؛ ۱ ژانویهٔ ۱۸۸۶ – ۵ آوریل ۱۹۴۸) هنرپیشه اهل ایالات متحده آمریکا بود. وی بین سال‌های ۱۹۲۴ تا ۱۹۴۸ میلادی فعالیت می‌کرد.

## گزیده فیلمشناسی
از فیلم‌ها یا برنامه‌های تلویزیونی که وی در آن نقش داشته‌است می‌توان به آثار زیر اشاره کرد.
- اسکیپی (۱۹۳۱)
- خیابان‌های شهر (۱۹۳۱)
- فراری از گروه مجرمان (۱۹۳۲)
- پارک مرکزی نیویورک (۱۹۳۲)
- دکتر ایکس (۱۹۳۲)
- فضیلت (فیلم) (۱۹۳۲)
- فرودگاه مرکزی (فیلم) (۱۹۳۳)
- زن خانه‌دار (۱۹۳۴)
- خشم سیاه (۱۹۳۵)
- مخمصه (۱۹۳۷)
- تو و من (۱۹۳۸)
- جسی جیمز (فیلم ۱۹۳۹) (۱۹۳۹)
- گربه و قناری (فیلم ۱۹۳۹) (۱۹۳۹)
- اتحادیه اقیانوس آرام (۱۹۳۹)
- سفرهای سولیوان (۱۹۴۱)
- جزیره ویک (۱۹۴۲)
- حادثه اوکس‌بو (۱۹۴۳)
- نیروی هوایی (فیلم) (۱۹۴۳)
- بازگشت طولانی جونز (۱۹۴۵)
- هر کس سوی خودش (۱۹۴۶)
- دره عمیق (۱۹۴۷)